# Helcogramma serendip
Helcogramma serendip är en fiskart som beskrevs av Holleman 2007. Helcogramma serendip ingår i släktet Helcogramma och familjen Tripterygiidae. Inga underarter finns listade i Catalogue of Life.